# Tem Tudo a Ver
Tem Tudo a Ver es el séptimo álbum de estudio del cantante de country Eduardo Costa. Fue lanzado el 17 de octubre de 2009 y contiene 17 pistas, una de ellas bonus tracks y otra con el dúo country Zezé Di Camargo & Luciano.

## Pistas
1. "Exemplo das Paixões"
2. "Não Valeu Pra Você"
3. "Não Vou Parar de Beber"
4. "Feito Tatuagem"
5. "Amores Imortais"
6. "Fim de Amor"
7. "Tem Tudo a Ver"
8. "Tô Sem Ninguém"
9. "Juro Que Te Esqueço" (con Zezé Di Camargo & Luciano)
10. "A Melhor do Brasil"
11. "Fiz Amor Com uma Estranha"
12. "Sou Seu Fã N° 1"
13. "Cansei de Ser Palhaço"
14. "Dá Pra Ver no Seu Olhar"
15. "Ninguém é de Ninguém"
16. "Sina"
17. "Quem Foi Que Disse"

## Videoclips
- "Não Valeu pra Você" (primer sencillo) - Fecha de lanzamiento - 17 de noviembre de 2009
- "Amores Imortais" (segundo sencillo) - Lanzamiento - 7 de diciembre de 2009